# Ologamasus membranosus
Ologamasus membranosus är en spindeldjursart som beskrevs av Wolfgang Karg 1976. Ologamasus membranosus ingår i släktet Ologamasus och familjen Ologamasidae. Inga underarter finns listade i Catalogue of Life.